# Bulucbasci
Il bulucbasci (o buluk-basci o bulucbascì, dal turco "comandante di compagnia") era un grado militare delle Truppe coloniali italiane, equivalente al grado di sergente del Regio Esercito.
Il grado era inferiore allo sciumbasci e superiore al muntaz.

Fascia da braccio per il grado delle truppe coloniali italiane di Bulukbasci capo

## Etimologia
Questa parola deriva da due parole turche:
- "Bölük": gruppo di soldati corrispondente ad una compagnia o battaglione;
- "bas" (baş), che significa "capo, leader, comandante".

## Servizio
Il bulukbasci fungeva da comandante nelle unità coloniali dette buluk (o buluc), equivalenti a semi-compagnie. Il suo grado veniva assegnato tramite scelta all'interno del buluk stesso fra i muntaz. Per poter accedere al grado di buluk basci era necessario avere prestato servizio per due anni come muntaz; in via del tutto straordinaria e per merito di guerra era previsto l’avanzamento dopo un anno.
Sebbene truppa, il bulucbasci, al pari dello sciumbasci, poteva essere armato anche di pistola e di sciabola, oltre che dell'armamento d'ordinanza.
Nel 1941 fu decorato della medaglia d'oro al valor militare alla memoria il bulucbasci di coperta Mohammed Ibrahim Farag  della Regia Marina, che, naufrago del suo cacciatorpediniere, lasciava il posto sulla lancia di salvataggio a dei compagni, allontanandosene a nuoto, sicuro della morte.

## Distintivo e contrassegni d'anzianità

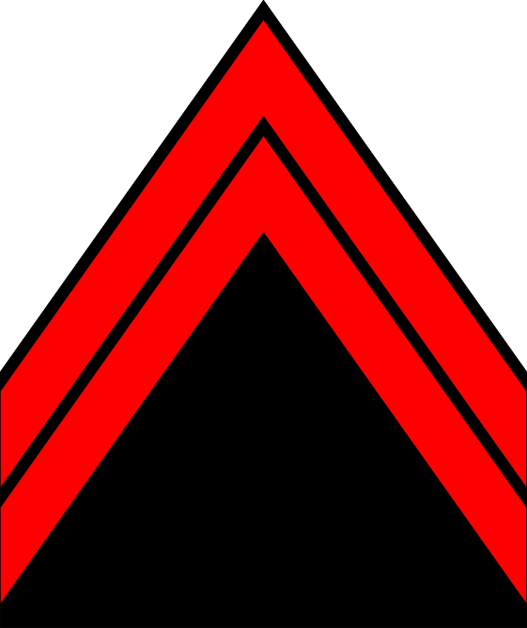
Fascia da braccio per il grado delle truppe coloniali italiane di Bulukbasci

Il distintivo di grado del bulucbasci consisteva da due galloni di tessuto di lana rossa, fatti ad angolo, uno sotto l'altro, con la punta rivolta verso la spalla, soppannati di panno nero a triangolo. Inoltre il bulucbasci porta sul tarbush due stellette in linea orizzontale e due galloni, con la base parallela all'orlo inferiore del tarbush.
Il bulucbasci degli zaptié in grande uniforme indossava penne di struzzo bianche e nere sul copricapo.
Sul distintivo erano posti anche i contrassegni di anzianità - secondo la tabella qui di seguito - e di merito (la corona dei Savoia) come distintivo di promozione per merito di guerra, nonché il fregio di specialità (mitragliere, mitragliere scelto, musicante, trombettiere, tamburino, sellaio, maniscalco, bracciale internazionale) e il distintivo di ferita in guerra.
| 1 stelletta di panno rosso     | 2 anni di anzianità  |
| 2 stellette di panno rosso     | 6 anni di anzianità  |
| 3 stellette di panno rosso     | 10 anni di anzianità |
| 1 stelletta di tessuto argento | 12 anni di anzianità |
| 2 stellette di tessuto argento | 14 anni di anzianità |
| 3 stellette di tessuto argento | 15 anni di anzianità |
| 1 stelletta di tessuto oro     | 20 anni di anzianità |
| 2 stellette di tessuto oro     | 24 anni di anzianità |
| 3 stellette di tessuto oro     | 28 anni di anzianità |

## Impero ottomano
Nell'Impero ottomano bölükbaşı  era un grado di ufficiale, sostituito nella seconda metà del XIX secolo dall'Esercito Ottomano dal grado di  Yüzbaşı attualmente in vigore nel moderno Esercito turco che corrisponde al grado di capitano degli altri esercito della NATO. Il titolare era al comando di un bölük, una suddivisione di un reggimento. Il grado era più alto dell'oda-başı (tenente).

### Personalità notevoli
- Rıza Tevfik Bölükbaşı, filosofo turco
- Zerrin Bölükbaşı, scultore turco
- Iliaș Colceag (1710-1743), moldavo
- Abdul Bölükbaşı (1821), Tripolitsa
- Yahya bey Dukagjini (1498-1582), albanese

## Aiduchi serbi
Un grado militare equivalente fu adottato dagli hajduk serbi e nell'esercito rivoluzionario serbo, col nome di buljubaša (in serbo буљубаша?) o buljukbaša (буљукбаша).
Personalità come Janko Gagić, Arsenije Loma, Konda Bimbaša, Zeka Buljubaša, Veljko Petrović e Petar Dobrnjac avevano il grado di buljubaša nel preludio e durante la rivoluzione serba.